# Oxygen (Doctor Who)
"Oxygen" é o quinto episódio da décima temporada da série de ficção científica britânica Doctor Who, transmitido originalmente através da BBC One em 13 de maio de 2017. Foi escrito por Jamie Mathieson e dirigido por Charles Palmer.
Neste episódio, o Doutor (Peter Capaldi), Bill Potts (Pearl Mackie) e Nardole (Matt Lucas) investigam uma estação espacial depois de receber um pedido de socorro, mas eles logo descobrem que o local está infestado com uma tripulação de mortos-vivos. O trio precisa basear seus planos na quantidade de oxigênio que lhes resta, quando eles se encontram em uma situação sem esperança.

## Enredo
O Doutor, Bill Potts e Nardole seguem um pedido de socorro de uma estação de mineração especial. Quando a TARDIS é ejetada pelos computadores da estação, o trio é forçado a usar "trajes inteligentes", roupas robóticas ligadas à estação capazes de operar independentemente. Os trajes são também a única fonte de oxigênio, já que a empresa de mineração não o fornece livremente dentro da estação, e cada atividade é medida em respirações. A tripulação sobrevivente adverte-lhes que algumas roupas receberam instruções para "desativar" seus "componentes orgânicos", matando o usuário através de uma descarga elétrica, mas permanecendo autônomo. Este sinal pode ser carregado pelo toque, o que fez com que a maior parte da tripulação virasse zumbis, escravizados pela programação dos trajes. O Doutor e os outros planejam ir para uma porção da estação incompleta cujo não havia sido atualizada no sistema para se esconderem. O traje de Bill trava durante a despressurização e força-a a remover o capacete. Para salvá-la, o Doutor lhe dá o seu capacete. Ele sobrevive ao vácuo espacial, mas fica cego.
O computador descobre sua localização e a roupa de Bill novamente para de funcionar. O Doutor a deixa para trás, assegurando-a que não morrerá, mas ela é eletrocutada quando a tocam. O Doutor revela que o limite de respirações é um algoritmo para parar os trabalhadores que "desperdiçam" o oxigênio, parte do sistema automatizado lucrativo da companhia; Matar os usuários era apenas o ponto final lógico do lucro corporativo sobre a vida humana. Ele corta os sistemas da estação para fazer com que a estação se auto-destrua se forem mortos, e convence os outros de que isso é uma "boa morte" e vingança contra a corporação. Os computadores reconhecem essa ameaça e recalculam a programação dos trajes, de modo que os zumbis entregam seus suprimentos de oxigênio aos sobreviventes. O Doutor então revive Bill, sabendo que sua roupa não tinha energia suficiente para um choque letal.
A TARDIS é recuperada e o Doutor deixa os sobreviventes na sede da organização para confrontar a empresa; O Doutor nota que houve uma rebelião bem-sucedida seis meses depois. Nardole restaura os olhos do Doutor, mas quando eles voltam à universidade e Bill sai, o Doutor revela que ainda estava cego.

### Continuidade
O Doutor engana Nardole ao fazê-lo acreditar que a remoção de um fluido iria desativar a TARDIS, quando na verdade não. No entanto, na história The Daleks de 1963, a falta de um líquido faz a TARDIS parar de funcionar e exigiu que o Primeiro Doutor invadisse uma cidade Dalek para recuperá-lo.